# Treinintegriteit

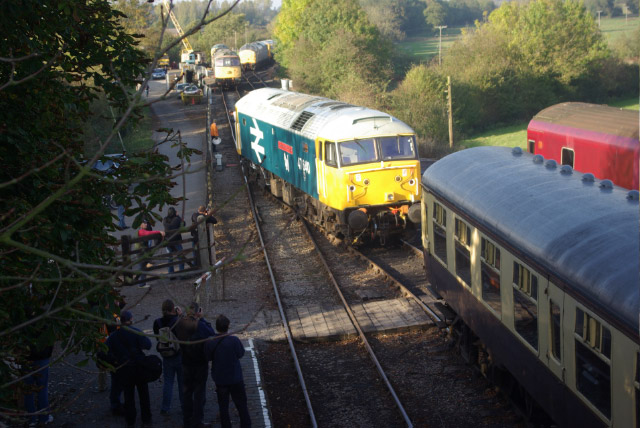
Deze trein is niet gebroken, maar de locomotief is gewoon losgekoppeld van de trein. Shackerstone, Verenigd Koninkrijk, 21 oktober 2007

Treinintegriteit is een term die aangeeft dat een trein nog bestaat uit de samenstellende delen en geen wagens of rijtuigen verloren is.
Het begrip werd geïntroduceerd met digitale systemen voor het veilig besturen van het spoorverkeer, zoals het ERTMS en het Amerikaanse PTC. Bij deze systemen wordt de spoorbezetting (uiteindelijk) door apparatuur ín de trein vastgesteld, en niet door bijvoorbeeld apparatuur in de spoorbaan.
Vóór de opkomst van digitale systemen voor het besturen van het spoorverkeer werd de treinintegriteit ook bewaakt, maar dat werd niet zo genoemd. Assentellers en spoorstroomlopen stelden vast of een "blok" bezet was. Als een treindeel achterbleef, dan bleef het betreffende blok bezet en is de kans op een aanrijding met het verloren treindeel voldoende verkleind. Nog vroeger, in de tijd van de klassieke beveiliging, controleerden (seinhuis)wachters langs de baan of een trein een sluitsein voerde en dus compleet was.